# Jamil ibne Mamar
Jamīl ibn 'Abd Allāh ibn Ma'mar al-'Udhrī (em árabe: جميل بن عبد الله بن معمر العذري; morto em 701 d.C.), também conhecido como Jamil Buthayna, foi um poeta de amor árabe clássico. Ele pertencia à tribo Banu 'Udhra, conhecida por sua tradição poética de amor casto.